# Голевицы (станция)
Голевицы (бел. Галявіцы) — железнодорожная станция в деревне Александровка Малоавтюковского сельсовета Калинковичского района Гомельской области Белоруссии. Расположена на однопутной тепловозной линии Гомель — Лунинец — Брест между станциями Нахов и Калинковичи-Восточные. Открыта в 1886 году.

## Расписание движения
Поезда дальнего следования делают на станции техническую остановку, пассажирское движение осуществляется пригородными поездами, которые связывают Нахов с городами Гомель, Речица, Калинковичи и Хойники.
| Маршрут               | Отправление | Маршрут              | Отправление |
| --------------------- | ----------- | -------------------- | ----------- |
| Калинковичи - Гомель  | 4:22        | Гомель - Калинковичи | 20:45       |
| Калинковичи - Хойники | 5:40        |                      |             |
| Калинковичи - Гомель  | 7:57        | Гомель - Калинковичи | 11:51       |
| Гомель - Калинковичи  | 9:54        | Калинковичи - Гомель | 13:08       |
| Калинковичи - Гомель  | 10:12       | Гомель - Калинковичи | 22:36       |
| Гомель - Калинковичи  | 16:32       | Калинковичи - Гомель | 18:12       |